# Kalikant
Kalikant, kalikancista (łac. calcare – deptać) – osoba wprawiająca w ruch miechy w organach piszczałkowych. Kalikowanie polegało na wprawianiu nogami w ruch pedałów dźwigniowych (rzadziej ręcznej korby lub dźwigni), które poprzez urządzenia pośrednie, najczęściej mniejsze miechy, dostarczało ciśnienia do głównego miecha.
Do komunikacji pomiędzy organistą a kalikantem (który przeważnie stał z innej strony instrumentu, a czasami miał oddzielne pomieszczenie w środku organów) służył dzwonek uruchamiany pneumatycznie bądź mechanicznie, przy pomocy którego organista informował kalikanta o konieczności rozpoczęcia lub przerwania kalikowania. Do komunikacji służyły też dwa przyciski dla organisty (zielony i czerwony) i dwie lampki takich samych kolorów na stanowisku kalikanta. Organista naciskał przycisk zielony i kalikant wiedział, że musi tłoczyć powietrze do miecha, gdy zaś zapaliła się lampka czerwona, miał zakończyć miechowanie.
Dawniej funkcja kalikanta była zawodem. W dzisiejszych czasach jego funkcję przejęły napędy elektryczne, a urządzenia poruszane ręcznie są albo usuwane z organów, albo służą tylko w sytuacjach awaryjnych, albo pozostały jedynie jako tzw. materia zabytkowa.